# John Marco Allegro
John Marco Allegro, född 17 februari 1923 i Balham i Wandsworth i London, död 17 februari 1988 i Sandbach i Cheshire, var en brittisk arkeolog och doktor i semitiska språk. Allegro ingick sedan 1953 i den internationella forskargrupp på sju personer som studerade Dödahavsrullarna. Från att ha varit kristen gick han under studiet av rullarna över till att bli ateist. Allegro hamnade i fejd med resten av forskargruppen när han blev frustrerad över att deras arbete inte blev publicerat och gav på egen hand ut flera böcker om rullarna. Konflikten kulminerade i att Allegro blev utestängd från tillgång till rullarna av den övriga gruppen, men den ledde också till att rullarna så småningom blev tillgängliga för allmänheten.
I början av 1970-talet skrev Allegro en bok där han hävdade att Jesus ingick i en sexkult som intog hallucinogena svampar. Ironiskt nog uppstod en ny kult kring denna bok.